# Málaga (provincie)
Málaga is een provincie in Zuid-Spanje, aan de Costa del Sol, waar de provincie vooral beroemd om is. De provincie is genoemd naar de gelijknamige stad Málaga, die de hoofdstad ervan is. De provincie is een van de provincies van de regio Andalusië, en wordt omringd door de Middellandse Zee in het zuiden, en de provincies Cádiz, Sevilla, Córdoba en Granada.
Door de Costa del Sol, en doordat plaatsen als Torremolinos, Málaga, Estepona en Marbella in deze provincie liggen, is het een van de drukst door toeristen bezochte provincies van Spanje. Ook de meeste toeristen die andere delen van Andalusië bezoeken, komen met het vliegtuig in deze provincie aan.
Buiten de Costa del Sol, zijn er ook bezienswaardigheden in het binnenland van de provincie. Zo zijn er belangrijke natuurparken, zoals het Parque Natural de la Sierra de las Nieves en het park Parque Natural de los Montes de Málaga.

## Bestuurlijke indeling
De provincie Málaga bestaat uit 9 comarca's die op hun beurt uit gemeenten bestaan. De comarca's van Málaga zijn:
- Antequera
- La Axarquía
- Costa del Sol Occidental
- Guadalteba
- Málaga-Costa del Sol
- Nororma
- Serranía de Ronda
- Sierra de las Nieves
- Valle del Guadalhorce

Zie voor de gemeenten in Málaga de lijst van gemeenten in provincie Málaga.

## Demografische ontwikkeling
Bron: INE
Opm: Bevolkingscijfers in duizendtallen; tot 1995 behoorde de stad Melilla tot de provincie Málaga